# William Cochrane, I conte di Dundonald
William Cochrane, I conte di Dundonald (Coldoun, 1605 – Dundonald, novembre 1685), è stato un politico e nobile scozzese.

## Biografia
William Cochrane di Coldoun, venne creato cavaliere da Carlo I ed acquistò nel 1638 la residenza di Dundonald. Venne creato quindi Barone Cochrane di Dundonald nel 1647. La parte da lui svolta nella Guerra dei tre regni, ebbe risonanza col Presbytery of Ayr, che, dal 28 febbraio 1649, impedì a "Lord Cochrane" di rinnovare il giuramento alla Solemn League and Covenant, per essere stato "un colonnello nella turpe ribellione, ed essersi recato in Irlanda per raccogliere forze per quella causa". Nel 1654 venne condannato al pagamento di 5000 sterline dall'Atto di grazia di Cromwell. Con la Restaurazione, nel 1669, divenne Commissario del Tesoro e dello Scacchiere, e venne creato Barone Cochrane, di Paisley e Ochiltree, nonché Conte di Dundonald, con possibilità di concessione ai suoi eredi maschi, o in mancanza di questi agli eredi femmine che portassero il nome e le armi dei Cochrane.
Il conte, in tarda età, venne accusato nel 1684, di aver mantenuto a proprie spese un cappellano per suo figlio (morto nel 1679), affinché questi pregasse per il successo dei covenanti che sconfissero poi Claverhouse nella battaglia di Drumclog. Il conte morì nel 1685 e venne quindi sepolto nella chiesa di Dundonald.

## Matrimonio e figli
William Cochrane sposò Eupheme, figlia di sir William Scott di Ardross ed Elie, nella contea di Fife, dalla quale ebbe:
- William, lord Cochrane, che premorì al padre nel 1679, lasciando eredi avuti da Katherine, figli di John Kennedy, VI conte di Cassillis,
  - John, II conte di Dundonald (c. 1660–1690)
  - William, di Kilmaronock, m. 1717, sposò Grizel, figlia di James Grahame, II marchese di Montrose, ed ebbe eredi tra cui Thomas, VI conte.
- Sir John, di Ochiltree, da cui discendette l'VIII conte.
- Margaret, sposò nel 1676, Alexander Montgomerie, IX conte di Eglinton, ed ebbe discendenza.
- Helen, sposò John, 15º conte di Sutherland, ed ebbe discendenza.
- Jean, sposò in prime nozze John, I visconte Dundee; in seconde nozze si risposò poi con William, III visconte di Kilsyth, ed ebbe discendenza.
- Grizel, sposò George Ross, XI lord Ross.[1]